# 科桑西普斯
科桑西普斯（希臘語：Ξάνθιππος），约活动于公元前5世纪前后。古希腊政治家与将军，曾掌握了雅典的政治权力。早年曾被政敌所排挤，后东山再起。公元前479年在他执政期间曾将入侵古希腊的波斯阿契美尼德王朝的军队击败。